# Pèptid relacionat amb el gen de la calcitonina
El pèptid relacionat amb el gen de la calcitonina (conegut també per l'acrònim CGRP, de l'anglès calcitonin gene related peptide) forma part del grup de pèptids denominats calcitonines. Aquest pèptid és el resultat d'un empalmament (splicing) alternatiu del gen calcitonina. En els humans, el pèptid existeix en dues formes, Alfa (α) i Beta (β).
En el cervell humà hi ha moltes cèl·lules i vies receptores del CGRP donat que es tracta d'un dels pèptids més abundants produït tant a les neurones centrals com en les perifèriques. És un dels pèptids vasodilatadors més potents, que té un paper important en la regulació cardiovascular, que pot funcionar en la transmissió del dolor ja que actua com a nocireceptor i que intervé en la modulació dels sistemes autònom i endocrí.
És un pèptid objecte d'estudi gràcies a unes descobertes que en senyalen el paper destacat en afeccions com ara la migranya, la insuficiència cardíaca o la hipertensió. En el cas del tractament de la migranya, avui en dia ja es treballa amb fàrmacs que impliquen receptors i inhibidors del CGRP que ja han demostrat tenir una considerable eficàcia.

## Història
El 1982 Susan G. Amara va descobrir que, mitjançant tècniques biomoleculars, el processament alternatiu en la transcripció del RNA del gen de la calcitonina donava lloc a diferents mRNA que, al seu torn, codificaven el pèptid relacionat amb el gen de la calcitonina, present a l'hipotàlem. Més endavant, entre 1983 i 1985, M. Rosenfeld i Brain SD. van establir la seva funció com a vasodilatador i transmissor del sistema nerviós central i perifèric. Cap al 1988, O'Connor i Van Der Kooy van poder observar la relació entre la secreció de CGRP en les neurones trigeminals i el control de la resistència vascular cerebral. Ja amb els previs coneixements sobre el pèptid, el 2012 Edvinsson va comprovar el paper important que té el CGRP en la migranya.

## Estructura

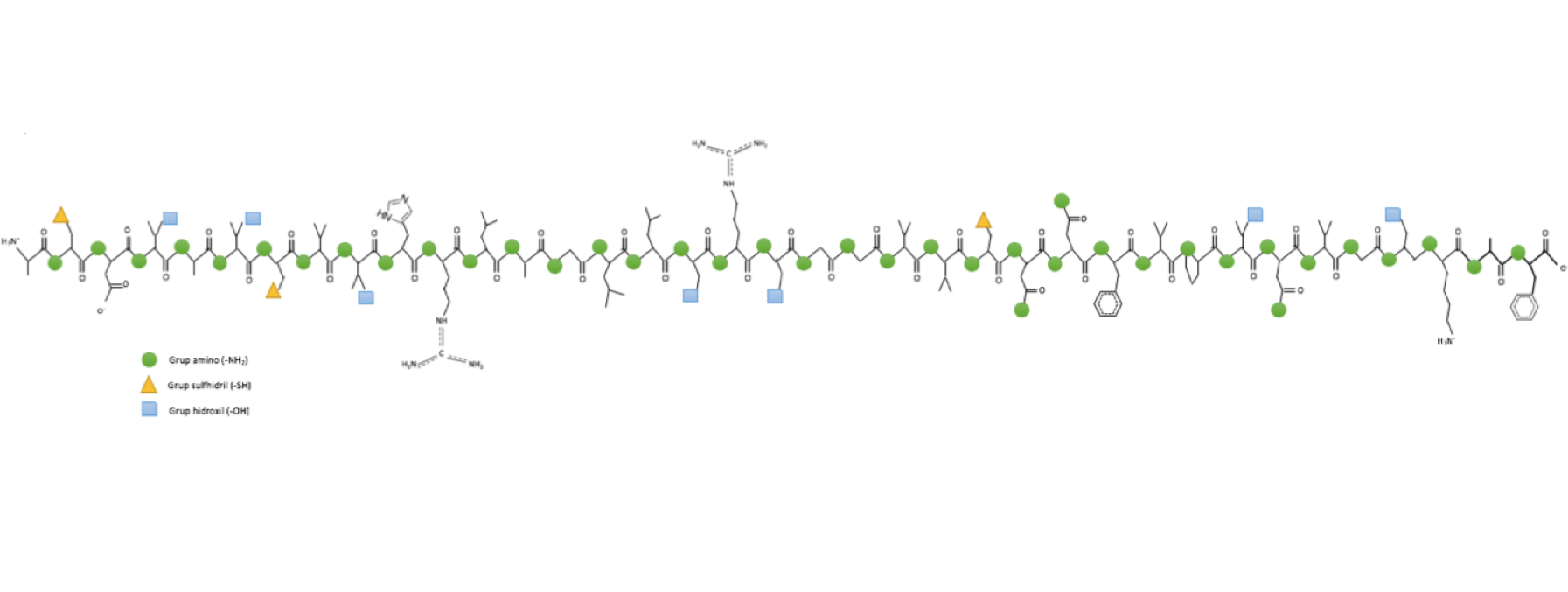
Estructura del CGRP: seqüència dels aminoàcids que el conformen

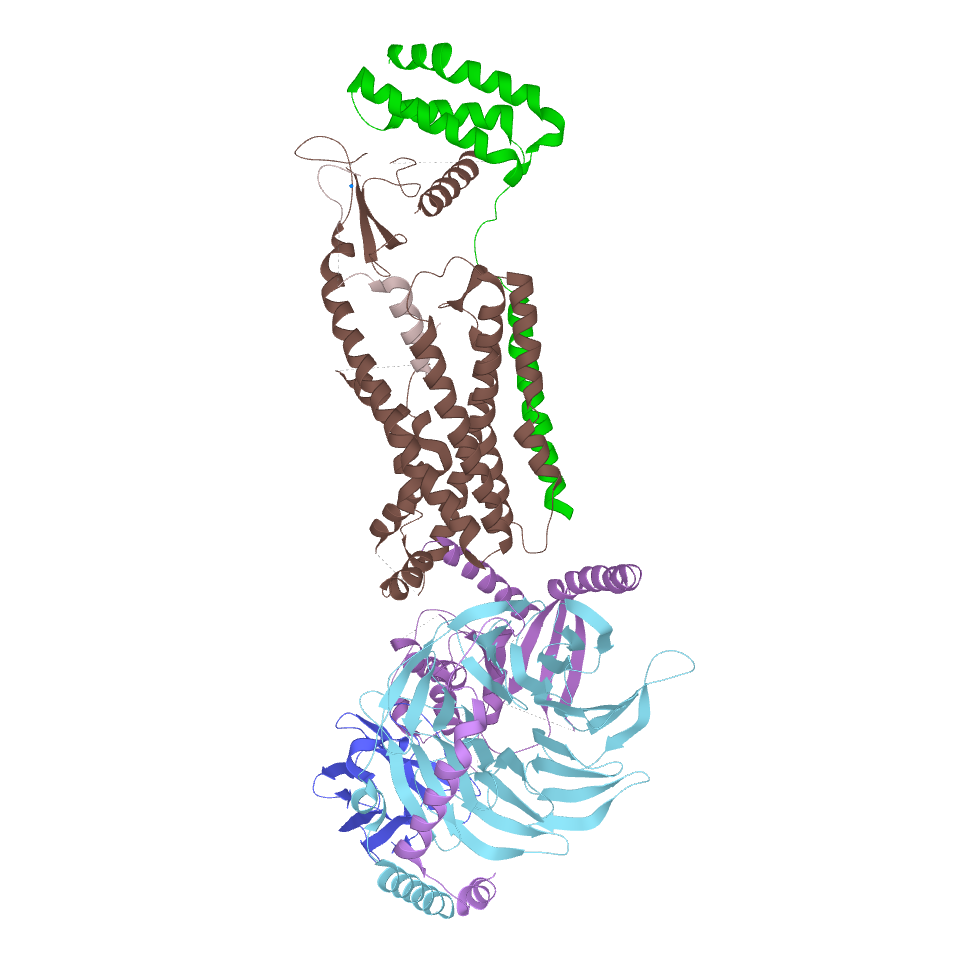
Estructura primària del CRGP. Font:https://www.uniprot.org/uniprot/P06881

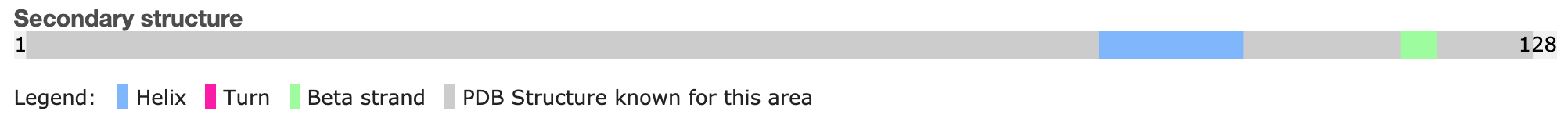
Estructura secundària del CGRP. Font: https://www.uniprot.org/uniprot/P06881

El CGRP és un pèptid, l'estructura primària del qual està formada per la unió de 37 aminoàcids mitjançant l'enllaç peptídic, presenta la següent seqüència:
| Seqüència       | ACDTATCVTHRLAGLLSRSGGVVKNNFVPTNVGSKAF |
| IUPAC condensed | H-Ala-Cys(1)-Asp-Thr-Ala-Thr-Cys(1)-Val-Thr-His-Arg-Leu-Ala-Gly-Leu-Leu-Ser-Arg-Ser-Gly-Gly-Val-Val-Lys-Asn-Asn-Phe-Val-Pro-Thr-Asn-Val-Gly-Ser-Lys-Ala-Phe-OH |

### Localització
La presència d'aquest pèptid abasta un gran nombre de diferents teixits. Principalment s'estén pel sistema nerviós central i pel sistema nerviós perifèric. També s'ha vist que els nervis sensorials del coll i del cap són regions on es troba el CGRP, així com en les fibres sensorials Aδ i les C. Així doncs, el pèptid ocupa la major part de les estructures cerebrals, sobretot en el cerebel pel que fa als éssers humans.
També se situa al sistema pulmonar, al sistema gastrointestinal, a l'aparell reproductor femení i masculí, i al sistema cardiovascular. Totes aquestes diferents localitzacions s'han pogut identificar a partir de l'observació de la presència del receptor del CGRP en aquestes zones.

### Propietats físiques i químiques
| Propietat                      | Valor             |
| ------------------------------ | ----------------- |
| Massa molecular                | 3790,3 g/mol      |
| Massa exacta                   | 3788,928387 g/mol |
| Càrrega formal                 | 0                 |
| Càrrega neta                   | +2                |
| Pont isoelèctric (pI)          | 8,52              |
| Hidrofobicitat                 | +22,43 kcal/mol   |
| XLogP3-AA                      | -16,3             |
| Área superficial polar (PSA)   | 1670 A²           |
| Complexitat                    | 9010              |
| Àtoms estereocèntrics definits | 37                |

## Tipus
En els éssers humans el CGRP es troba en dues formes diferents, l'α-CGRP i la β-CGRP. L'α-CGRP és un pèptid de 37 aminoàcids que es forma a partir de l'empalmament alternatiu del gen calcitonina/CGRP localitzat en el cromosoma 11. La forma menys estudiada, β-CGRP, es diferencia de l'anterior en tres aminoàcids en les rates, i en un sol aminoàcid en els éssers humans. Aquesta segona forma està codificada per un gen separat però veí al prèviament descrit. Per tant, les dues isoformes es diferencien principalment en l'estructura i pels gens que les codifica.
Quant al funcionament, es va comparar l'expressió del pèptid relacionat amb el gen calcitonina, el pèptid relacionat amb el gen alfa-calcitonina (CGRP) i el beta-CGRP homòleg en els nervis sensorials i entèrics de la rata. L'anàlisi de la immunoreactivitat en forma de CGRP va demostrar que en els ganglis de l'arrel dorsal, la medul·la espinal dorsal i en aquells teixits perifèrics en què la immunoreactivitat és similar a CGRP es localitza principalment a fibres sensorials, les concentracions d'alfa-CGRP eren de tres a sis vegades majors que les concentracions de beta-CGRP. Tanmateix, a l'intestí, les concentracions de beta-CGRP van ser fins a set vegades superiors a les concentracions d'alfa-CGRP. Els llocs d'unió dels receptors a les membranes del cor i el còlon de rata tenien afinitats aproximadament iguals per alfa-CGRP i beta-CGRP. Els dos pèptids eren equipotents en augmentar la taxa i la força de les contraccions auriculars, però l'alfa-CGRP era lleugerament (2,6 vegades) més potent que la beta-CGRP per relaxar el múscul llis de la colònia. Així, tant alfa-CGRP com beta-CGRP es produeixen en el sistema nerviós de rata i tots dos són biològicament actius.
Les neurones sensorials i les neurones entèriques han estat identificades com a poblacions que expressen preferentment alfa-CGRP i beta-CGRP, respectivament. Per tant, també es diferencien aquestes isoformes per la zona on són més abundants i actuen amb més freqüència (almenys en les rates).

## Biosíntesi

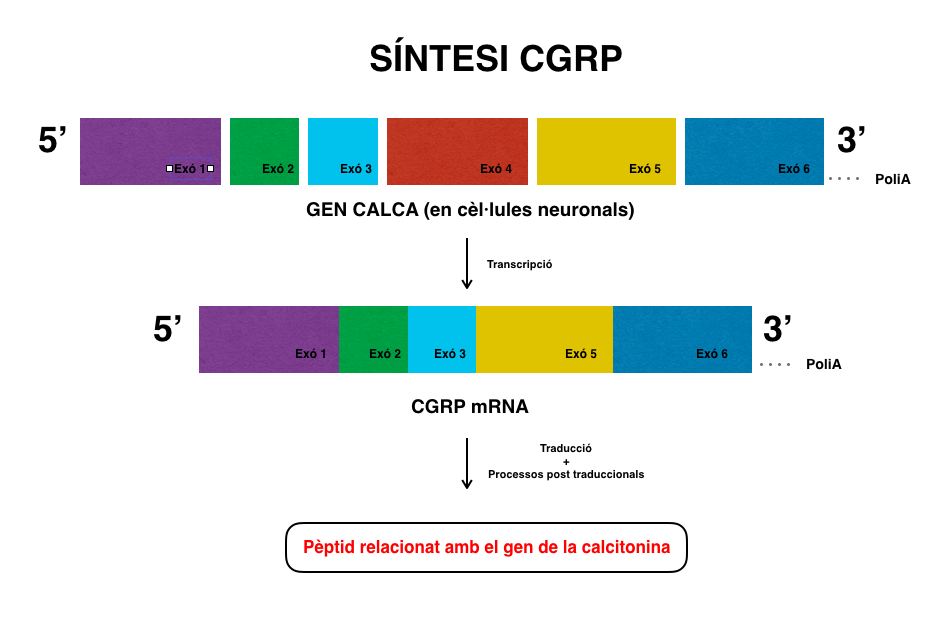
Síntesi del gen CGRP en cèl·lules neuronals a partir del gen Calca

El pèptid relacionat amb el gen de la calcitonina es forma a partir de l'empalmament alternatiu del gen neuronal anomenat CALCA. A partir de la transcripció dels exons 1,2,3,5 i 6 d'aquest gen es forma l'mRNA del CGRP i, posteriorment, per traducció i per processos post-traduccionals s'obté el pèptid de 37 aminoàcids que coneixem com a CGRP. Un cop realitzat aquest procés, el pèptid s'empaqueta en vesícules junt amb la substància P a les terminals del nervi sensorial i per processos d'exocitosi es produeix l'alliberament del pèptid. L'estímul que causa l'alliberament del pèptid no ha estat encara definit amb exactitud, però es creu que podria ser l'activació de canals com el TRPA1 (TRP Ankyrin) o el TRPV1 (TRP Vallnoid), que són uns canals potencials de receptor transitori que permeten el flux de cations com el Ca2+ o el Na+. La síntesi del pèptid es du a terme habitualment en el ganglió de l'arrel dorsal.

## Funció
El CGRP és un pèptid multifuncional. Primerament, el CGRP es considera el vasodilatador més potent actualment conegut. A més de la seva forta activitat vasodilatadora, també es troba que el CGRP té un paper en l'angiogènesi, la proliferació i la migració a les cèl·lules endotelials de la vena umbilical (HUVEC). El CGRP és un neuropèptid sensorial fisiològicament important amb funcions com ara la modulació del metabolisme, la resposta inflamatòria i la pressió arterial. És un potent vasodilatador que s'allibera durant la inflamació neurogènica i contribueix a la patologia de la migranya. Per contra, el CGRP és protector en models de malaltia inflamatòria intestinal i hipertensió.
En models d'hipertensió, la CGRP protegeix contra l'aparició i la progressió d'estats hipertensos contrarestant potencialment contra els sistemes prohipertensius com el sistema renina-angiotensina-aldosterona (RAAS) i el sistema simpàtic. Pel que fa als seus efectes cardioprotectors en condicions com la insuficiència cardíaca i la isquèmia, els nervis que contenen CGRP innerven a tot el teixit cardíac i la vasculatura, on les proves mostren que aquest pèptid alleuja diversos aspectes de la seva fisiopatologia, inclosa hipertròfia cardíaca, lesió de reperfusió, inflamació cardíaca i apoptosi. Per tant, se suggereix que la CGRP sigui un mediador cardioprotector endògena alliberat sota estrès per ajudar a preservar la funció cardiovascular.
El paper d'aquest pèptid (CGRP) està ben establert quant als comportaments nociceptius. El CGRP s'expresa abundanment en la ruta de projecció des del nucli para braquial fins a la regió laterocapsular de l'amígdala central (CeC), que té un paper crític en la transmissió d'informació nociceptiva. El CeC és una estructura clau en el comportament del dolor, ja que integra i modula la informació nociceptiva juntament amb altres senyals sensorials. Estudis han demostrat que el bloqueig de la senyalització del CGRP amígdalar atenua les conductes nociceptives (de dolor), mentre que l'aplicació de CGRP facilita la transmissió sinàptica de l'amígdalar i indueix conductes de dolor. Malgrat les evidències demostrades, encara no és clar si el CGRP endogen intervé en el desenvolupament de conductes nociceptius acompanyats de plasticitat amigdalar en un model d'inflamació perifèrica in vivo.
Diversos estudis han demostrat també que aquest pèptid participa en la reparació i reconstrucció òssia, atès que pot induir la diferenciació i proliferació dels osteoblasts.

### Importància biològica
El pèptid relacionat amb el gen de la calcitonina té un paper essencial en termes biològics. És un dels pèptids vasodilatador més potent; permet la vasodilatació de les artèries i venes pulmonars i cardiovasculars. A més, en el sistema cardiovascular contribueix en la contracció cardíaca i la vasorelaxació. És més, es pot generar un augment de l'activitat cardíaca i del bombeig de la sang cap als òrgans vitals mitjançant una administració sistemàtica del pèptid, atès que en disminueix la pressió sanguínia.
A banda del seu paper destacat en la vasodilatació, el CGRP participa en la neuromodulació, en el control de la secreció i producció de somatostatina, en el creixement ossi i en el procés inflamatori de les articulacions sinovials. En els aparells reproductors exerceix diferents funcions: en el miometri intervé en el canvi de les concentracions del receptor (disminueixen durant el part), en l'úter com a relaxador durant l'embaràs, i en la placenta.

## Malalties lligades al pèptid

### Migranya
La migranya és un trastorn neurològic que afecta el 8 per cent dels homes i el 18 per cent de les dones i que es manifesta en forma de mal de cap, que pot ser tant moderat com intens. El dolor que causa és habitualment unilateral i pulsatiu, és a dir, que es presenta en forma de batecs.
En els darrers anys, mitjançant la recerca clínica i a través de múltiples investigacions s'ha pogut comprovar que el pèptid relacionat amb el gen de la calcitonina es troba en quantitats considerablement elevades durant episodis de migranya, fet que ha desencadenat que els estudis sobre aquesta patologia se centressin a investigar la relació entre el pèptid CGRP i la migranya.
Així doncs, s'ha evidenciat que durant els episodis de migranya es dilaten els vasos sanguinis cranials i s'activen les fibres nervioses sensorials del trigeminal. El gangli trigeminal està compost d'unes neurones que envien fibres als vasos sanguinis cerebrals relacionats amb la manifestació del mal de cap. A l'activar-se aquestes fibres es produeix un alliberament del pèptid CGRP que causa l'aparició de mediadors proinflamatoris. Aquests mediadors provoquen, entre d'altres, una inflamació neurogènica caracteritzada per vasodilatació i la seva aparició afavoreix encara més el procés d'activació de les fibres trigeminals i el consegüent augment en la síntesi de CGRP, que es va alliberant en períodes prolongats -que es corresponen amb les duracions habituals dels episodis de migranya-.
D'altra banda, pel que fa a la recerca de medicaments contra aquesta malaltia, com que cada vegada es coneix amb més detall la influència que hi té el CGPR, l'objectiu actual és fabricar un medicament capaç de bloquejar l'alliberament del pèptid. S'han sintetitzat fàrmacs amb anticossos monoclonals dirigits al CGPR —entre altres tipus de fàrmacs— que han demostrat tenir una certa eficàcia, però els investigadors consideren també necessari tenir en compte els perjudicis que es poden derivar del bloqueig del pèptid CGRP i les seves conseqüències a llarg termini.

### Hipertensió
S'ha estudiat que el pèptid CGRP i diversos receptors seus es troben repartits per tot el sistema cardivascular i que intervenen en funcions com ara la modulació del to vascular o la inflamació.
En relació amb la hipertensió, a causa d'un augment en la pressió sanguínia, s'ha vist que el CGRP podria estar vinculat a la retenció de la resistència vasodilatadora, atès que actua en les cèl·lules musculars llises situades a la paret vascular, la qual és la responsable la resistència vascular perifèrica i, per tant, de la pressió sanguínia.
No obstant això, aquesta participació es dona de manera indirecta. En unes altres paraules, el pèptid redueix la pressió sanguínia en estats patològics però no està involucrat en la seva regulació fisiològica.

### Isquèmia cerebral
El CGRP és un neuropèptid que es troba a les fibres del gangli trigeminal, les quals indueixen el flux sanguini cerebral, i té un efecte neuroprotector contra la isquèmia cerebral. Estudis han suggerit que el CGRP prevé de manera parcial aquesta malaltia.

### Pre-eclampsia
Els nivells de CGRP es veuen incrementats durant l'embaràs per tal de contribuir en les adaptacions vasculars. Per contra, en les dones gestants amb preeclàmpsia, aquests nivells del pèptid són menors, provocant efectes negatius a ambdues parts (la mare i el fetus).

## Inhibidors del CGRP
Hi ha 2 tipus d'inhibidors del CGRP: els anticossos monoclonals i els receptors antagònics del CGRP.

### Anticossos monoclonals
S'uneixen i així desactiven el CGRP almivarada per fibres nervioses sensorials trigeminals.
- Aimoving (Erenumab)
- Ajovy (fremanezumab)

Els anticossos antagonistes del CGRP són el Fremanezumab (TEVA Pharmaceuticals) i l'Erenumab (Novartis / Amgen). Aquests han estat desenvolupats amb èxit per a la prevenció de freqüents atacs de migranya. L'Erenumab és conegut per bloquejar el receptor de CGRP humà i Fremanezumab per neutralitzar-lo i, per tant, per inhibir l'afecte vasodilatador induït pel CGRP.
1. En un experiment que es va dur a terme al Japó, es va comprovar l'eficàcia de l'Ernaub. Es van fer injeccions subcutànies mensuals d'aquest anticòs (erenumab) de 70 mg i van demostrar una eficàcia estadísticament significativa i màxima numèricament amb un perfil de seguretat favorable. Per tant, suggereix que erenumab és una teràpia potencial per a la prevenció de migranya.[24]
2. El 15 de setembre de 2018, la Food and Drug Administration (FDA) dels EUA va aprovar el fremanezumab subcutani, tal com s'ha explicat prèviament, un anticòs monoclonal relacionat amb el pèptid relacionat amb el gen de la calcitonina (CGRP), per al tractament de migranya episòdica i crònica en adults, amb dosis recomanades: 225 mg mensuals o 675 mg cada 3 mesos. El Fremanezumab va demostrar una incidència molt baixa d'esdeveniments adversos. Es van assolir els efectes primaris i secundaris en assaigs controlats aleatoris sobre la seva eficàcia. Es va demostrar que el Fremanezumab era capaç de reduir el nombre de dies de migranya, hores de mal de cap i nombre de dies amb l'ús d'agents de tractament agut.[25]

- Emgality (galcanezumab)
- TBD (eptinezumab)[26]

### Receptors antagònics del CGRP (gepants)
- Olcegepant (BIBN-4096BS): va ser el primer gepant i, malgrat haver demostrat la seva eficàcia enfront de l'efecte placebo en la disminuició del dolor, el fet d'injectar-se per via intravenosa i causar parestèsia el va fer poc pràctic.
- Telcagepant (MK-0974): la prova clínica d'aquest gepant es va veure aturada pels efectes de toxicitat hepàtica que presentava tot i els possibles bons resultats que oferia.
- Rimegepant (BMS-927711): S'ha vist certes millores en comparació amb altres fàrmacs i actualment s'està portant a terme un assaig de fase 3.
- ubrogepant (MK-1602): de moment s'ha demostrat la seva eficiència en dos assajos clínics i amb pocs efectes adversos. La fase d'extensió oberta roman activa per tal de corroborar els seus resultats.[27]